# Rhönrad-Weltmeisterschaft 2013
Die 10. Rhönrad-Weltmeisterschaft 2013 fand vom 8. bis zum 13. Juli in Chicago (Illinois, USA). Es war die erste Weltmeisterschaft, bei der es auch einen Wettkampf für Cyr gab. Es war außerdem das erste Mal, dass eine Rhönrad-WM außerhalb von Europa ausgetragen wurde. Es nahmen fast 130 Athleten im Rhönrad sowie 21 Athleten mit dem Cyr teil. Mit Yasuhiko Takahashi ging erstmals ein Mehrkampf-Senioren-Weltmeistertitel nicht an Deutschland, sondern an Japan. Mit 14 Goldmedaillen blieb Deutschland jedoch eine der stärksten Nationen.
Während der Weltmeisterschaft fand zudem die 10. Generalversammlung des IRV statt. Sie beschäftigte sich vor allem mit der eigenen Verbandsstruktur und der Finanzierung. Zudem wurde der IRV-Präsident Paul Sieler in seinem Amt bestätigt.

## Zeitplan
In Ortszeit, Quelle:
| 09.7 Di  | 15:00 Eröffnungsfeier                                                                 |
| 10.7 Mi  | 11:30 Mehrkampf Junioren (Spirale), Cyr (Pflicht) 17:30 Mehrkampf Senioren (Spirale)  |
| 11.7 Do  | 10:30 Mehrkampf Junioren (Gerade / Sprung) 17:30 Mehrkampf Senioren (Gerade / Sprung) |
| 12.7 Fri | 12:30 Cyr (Freies Programm) 18:30 Team Wettkampf; Finale Cyr                          |
| Sa 13.07 | 11:30 Finale Junioren 17:00 Finale Senioren                                           |

## Ergebnisse Cyr
| Platz | Land        | Athlet         | Pflicht | Frei  | Total |
| ----- | ----------- | -------------- | ------- | ----- | ----- |
| 1     | Deutschland | Narten Hauke   | 21,20   | 50,70 | 71,90 |
| 2     | Deutschland | Maaser Robert  | 19,30   | 49,00 | 68,30 |
| 3     | Kanada      | Perreault Paul | 18,40   | 49,60 | 68,00 |

| Platz | Land               | Athletin           | Pflicht | Frei  | Total |
| ----- | ------------------ | ------------------ | ------- | ----- | ----- |
| 1     | Deutschland        | Streckert Svea     | 16,50   | 41,10 | 57,60 |
| 2     | Deutschland        | Gerlach Tatjana    | 20,40   | 35,90 | 56,30 |
| 3     | Vereinigte Staaten | Brosnahan Isabelle | 12,80   | 40,20 | 53,00 |

## Ergebnisse Senioren

### Herren
| Platz | Land        | Athlet           | Punkte |
| ----- | ----------- | ---------------- | ------ |
| 1     | Japan       | Kazuya Ezuka     | 12,45  |
| 2     | Österreich  | Alexander Müller | 11,60  |
| 2     | Niederlande | Boy Looijen      | 10,60  |

| Platz | Land        | Athlet             | Punkte |
| ----- | ----------- | ------------------ | ------ |
| 1     | Japan       | Motonobu Tamura    | 9,75   |
| 2     | Niederlande | Boy Looijen        | 9,40   |
| 3     | Deutschland | Marcel Schawo      | 9,35   |
| 3     | Japan       | Yasuhiko Takahashi | 9,35   |

| Platz | Land        | Athlet             | Punkte |
| ----- | ----------- | ------------------ | ------ |
| 1     | Japan       | Yasuhiko Takahashi | 10,50  |
| 2     | Österreich  | Vincent Klimo      | 8,65   |
| 3     | Deutschland | Christoph Clausen  | 8,00   |

| Platz | Land        | Athlet             | Gerade | Spirale | Sprung | Total |
| ----- | ----------- | ------------------ | ------ | ------- | ------ | ----- |
| 1     | Japan       | Yasuhiko Takahashi | 11,65  | 10,40   | 9,70   | 31,75 |
| 2     | Japan       | Motonobu Tamura    | 10,30  | 9,85    | 9,65   | 30,80 |
| 3     | Niederlande | Boy Looijen        | 11,15  | 10,50   | 8,00   | 29,65 |

### Damen
| Platz | Land        | Athletin             | Punkte |
| ----- | ----------- | -------------------- | ------ |
| 1     | Deutschland | Laura Stullich       | 11,75  |
| 2     | Schweiz     | Cheyenne Rechsteiner | 11,70  |
| 3     | Japan       | Aya Horiguchi        | 11,50  |

| Platz | Land        | Athletin             | Punkte |
| ----- | ----------- | -------------------- | ------ |
| 1     | Deutschland | Kathrin Schad        | 11.05  |
| 2     | Deutschland | Svenja Trepte        | 10,10  |
| 3     | Schweiz     | Cheyenne Rechsteiner | 9,90   |

| Platz | Land        | Athletin           | Punkte |
| ----- | ----------- | ------------------ | ------ |
| 1     | Deutschland | Sarah Metz         | 9,15   |
| 2     | Niederlande | Myrna van Berkel   | 8,75   |
| 3     | Norwegen    | Ruth Kari Krokeide | 8,45   |

| Platz | Land        | Athletin       | Total |
| ----- | ----------- | -------------- | ----- |
| 1     | Deutschland | Riccarda Vogel | 30,70 |
| 2     | Deutschland | Kathrin Schad  | 30,45 |
| 3     | Deutschland | Svenja Trepte  | 29,35 |

## Ergebnisse Junioren

### Junioren
| Platz | Land        | Athlet             | Punkte |
| ----- | ----------- | ------------------ | ------ |
| 1     | Israel      | Ori Milbauer       | 10,65  |
| 2     | Niederlande | Koen Douwes Dekker | 9,75   |
| 3     | Deutschland | Luca Christ        | 9,60   |

| Platz | Land               | Athlet         | Punkte |
| ----- | ------------------ | -------------- | ------ |
| 1     | Deutschland        | Marvin Homeyer | 9,25   |
| 2     | Deutschland        | Luca Christ    | 8,25   |
| 3     | Vereinigte Staaten | Jack Gomberg   | 7,40   |

| Platz | Land               | Athlet             | Punkte |
| ----- | ------------------ | ------------------ | ------ |
| 1     | Deutschland        | Luca Christ        | 8,95   |
| 2     | Niederlande        | Koen Douwes Dekker | 8,00   |
| 3     | Vereinigte Staaten | Jack Gomberg       | 7,70   |

| Platz | Land        | Athlet             | Gerade | Spirale | Sprung | Total |
| ----- | ----------- | ------------------ | ------ | ------- | ------ | ----- |
| 1     | Deutschland | Luca Christ        | 9,90   | 7,95    | 8,85   | 26,70 |
| 2     | Deutschland | Marvin Homeyer     | 10,40  | 9,15    | 7,05   | 26,60 |
| 3     | Niederlande | Koen Douwes Dekker | 9,45   | 7,05    | 7,85   | 24,35 |

### Juniorinnen
| Platz | Land        | Athletin        | Punkte |
| ----- | ----------- | --------------- | ------ |
| 1     | Deutschland | Theresa Münker  | 11,75  |
| 2     | Israel      | Lyrie Harel     | 11,65  |
| 3     | Deutschland | Jana Holtermann | 11,45  |

| Platz | Land        | Athletin           | Punkte |
| ----- | ----------- | ------------------ | ------ |
| 1     | Deutschland | Jana Holtermann    | 10,10  |
| 2     | Israel      | Noa Alexandroni    | 9,70   |
| 3     | Niederlande | Charlotte Speelman | 9,65   |

| Platz | Land        | Athletin       | Punkte |
| ----- | ----------- | -------------- | ------ |
| 1     | Deutschland | Kira Homeyer   | 8,70   |
| 2     | Schweiz     | Céline Bonauer | 7,20   |
| 2     | Niederlande | Nyna Versluis  | 7,20   |
| 2     | Niederlande | Kim Versluis   | 7,20   |

| Platz | Land        | Athletin        | Gerade | Spirale | Sprung | Total |
| ----- | ----------- | --------------- | ------ | ------- | ------ | ----- |
| 1     | Deutschland | Kira Homeyer    | 10,35  | 10,25   | 9,15   | 29,75 |
| 2     | Deutschland | Jana Holtermann | 11,30  | 9,75    | 7,65   | 28,70 |
| 3     | Deutschland | Lilia Lessel    | 11,05  | 8,80    | 7,00   | 28,55 |

## Ergebnisse Team
Quelle: 
| Platz | Land        | Athleten                                                                    | Total |
| ----- | ----------- | --------------------------------------------------------------------------- | ----- |
| 1     | Deutschland | Svenja Trepte, Riccarda Vogel, Kathrin Schad, Sarah Metz, Christoph Clausen | 52,75 |
| 2     | Japan       |                                                                             | 52,55 |
| 3     | Schweiz     |                                                                             | 49,85 |
| 4     | Niederlande |                                                                             | 45,05 |